# Dobindol
Dobindol je naselje u slovenskoj Općini Dolenjskim Topllicama. Dobindol se nalazi u pokrajini Dolenjskoj i statističkoj regiji Jugoistočnoj Sloveniji. 

## Stanovništvo
Prema popisu stanovništva iz 2002. godine naselje je imalo 117 stanovnika.